# Cabalgada del Príncipe Negro de 1355
La cabalgada del Príncipe Negro de 1355 , también llamada la «gran cabalgada», fue una gran incursión a caballo que llevó a cabo un ejército anglo-gascón al mando de Eduardo, el Príncipe Negro, entre el 5 de octubre y el 2 de diciembre de 1355, en el marco de la guerra de los Cien Años.  Juan, conde de Armañac, mandaba las fuerzas francesas en la zona y evitó enfrentarse al enemigo en campo abierto, por lo que hubo escasos combates durante la correría.
El ejército anglo-gascón, compuesto por entre cuatro y seis mil jinetes, partió de Burdeos, por entonces en poder de los ingleses, recorrió cuatrocientos ochenta kilómetros hasta Narbona y regresó a Gascuña, devastando a su paso vastos territorios franceses y saqueando muchas ciudades. Los ingleses no conquistaron territorio alguno con esta campaña, pero sí infligieron enormes daños económicos a Francia. El contingente inglés retomó las operaciones tras la Navidad y se apoderó de cincuenta ciudades o fortalezas enemigas en cuatro meses. El Príncipe Negro emprendió otra cabalgada hacia el norte en agosto del 1356 al frente de seis mil soldados, incursión que también resultó devastadora para los franceses; interceptado por el principal ejército enemigo que contaba con once mil soldados, hubo de presentarle batalla en Poitiers, donde debeló y apresó al rey Juan II de Francia.

## Antecedentes

Francia en 1330. Inglaterra solo conservaba por entonces una menguada Gascuña.

Desde la conquista normanda de Inglaterra en el 1066, los monarcas ingleses habían tenido títulos y tierras en Francia, cuya posesión les hacía vasallos de los reyes de Francia. Tras una serie de desavenencias entre Felipe VI de Francia (1328-1350) y Eduardo III de Inglaterra (1327-1377), el 24 de mayo de 1337 el gran consejo celebrado en París decidió que el reino debía recuperar las tierras del rey inglés en Francia, pues consideraba que este había incumplido con sus deberes de vasallo. Esto marcó el desencadenamiento de la guerra de los Cien Años, que duró en realidad ciento dieciséis.
Antes de que estallase la guerra, más de mil barcos gascones comerciaban al año con Inglaterra. Entre las mercancías que llevaban al norte se contaban más de ciento diez millones de litros de vino. El arancel que la Corona inglesa cobraba a las importaciones de vino de Burdeos, capital de Gascuña, era con mucho el principal ingreso del Estado y era mayor que el resto de ingresos arancelarios juntos. Burdeos tenía a la sazón más de cincuenta mil habitantes, una población superior a la londinense, y era posiblemente una ciudad más rica. Sin embargo, las conquistas francesas habían reducido tanto la extensión de la Gascuña inglesa que para sostenerse tenía que importar alimentos, fundamentalmente de Inglaterra. La interrupción de las comunicaciones con la isla suponían, por tanto, una amenaza de hambruna para Gascuña y un grave quebranto hacendístico para Inglaterra, como sabían bien las autoridades francesas.
Aunque el detonante de la guerra fue Gascuña, Eduardo contaba con pocos medios con los que reforzar su defensa; hasta entonces, los ejércitos ingleses que habían hecho campaña en el continente lo habían hecho en el norte de Francia, no en Gascuña. En consecuencia, los gascones habían tenido que defenderse por sí mismos y se habían visto en apuros ante las acometidas francesas. Los franceses habían llegado incluso a sitiar Burdeos en el 1339 y a penetrar en la capital gascona, si bien finalmente habían sido expulsados de la ciudad. En general, los gascones podían reunir un ejército de entre tres y seis mil hombres, la gran mayoría peones, si bien unos dos tercios solían quedar asignados a guarniciones. Eduardo III desembarcó en Normandía al frente del grueso del ejército inglés en julio de 1346, lo que desvió la atención francesa de Gascuña y permitió que durante el año siguiente los anglo-gascones recuperasen terreno y alejasen al enemigo del centro de la región.
Los ingleses se adueñaron del puerto francés de Calais el 3 de agosto de 1347 tras un asedio de once meses y poco después firmaron con el enemigo la Tregua homónima. Esta se acordó en parte por el agotamiento financiero de los dos bandos. El mismo año la peste negra asoló el norte de Francia y el sur de  Inglaterra y acabó aproximadamente con el 45 % de la población. Pese a ello, la guerra continuó en Picardía y Bretaña, y con especial ferocidad en el suroeste de Francia, donde los ingleses emprendieron largas incursiones en territorio enemigo, pese a que ninguno de los bandos contaba en esa zona con grandes ejércitos. Las negociaciones de paz se entablaron en Aviñón en 1353, bajo los auspicios del papa Inocencio VI; la guerra se redujo a una serie de escaramuzas e incursiones menores. Pero las conversaciones de paz fracasaron a principios de 1355. Eduardo III y su consejo decidieron aprovechar la buena situación de la Hacienda inglesa para emprender en abril de 1355 nuevas ofensivas en el norte de Francia y en Gascuña. Juan II de Francia (1350-1364) intentó proteger las ciudades y castillos del norte del reino mediante grandes guarniciones, previendo la acometida enemiga, al tiempo que trataba de reunir un ejército para campear, pero la falta de dinero se lo impidió.

## Preludio

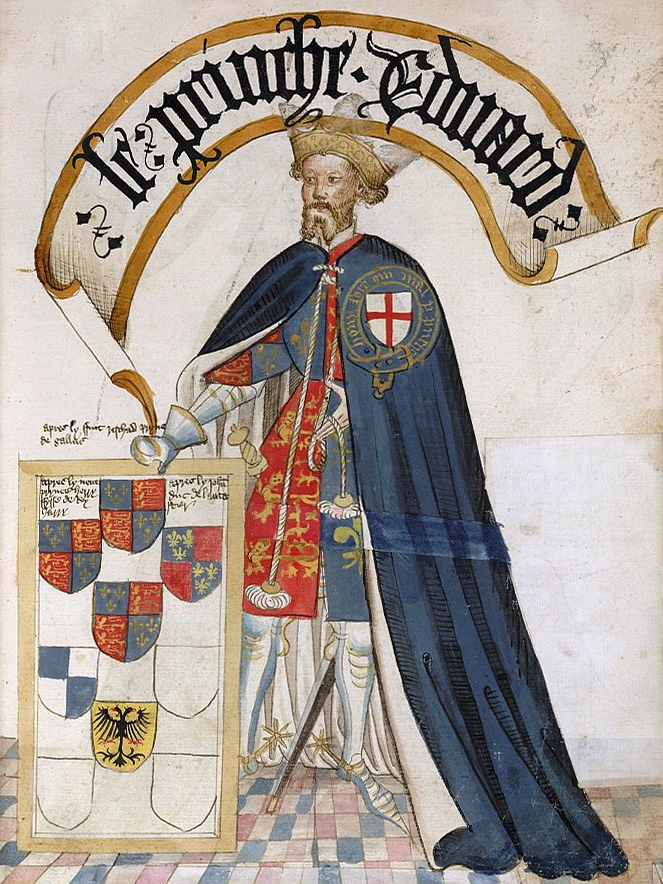
Eduardo, apodado «el Príncipe Negro», jefe de los ejércitos ingleses en Gascuña y plenipotenciario de su padre el rey Eduardo III de Inglaterra en la región.

Los ingleses habían conseguido mediante las campañas de 1345 y 1346 alejar al enemigo de las fronteras de Gascuña en el norte, asegurar el suministro alimentario de la región e impedir que los ejércitos franceses pudiesen penetrar en la zona, situada ya muy lejos del frente. Pese a esto, los franceses aún conservaban numerosos castillos y pequeñas ciudades en el territorio inglés, de la misma forma que los ingleses contaban con puestos avanzados en territorio enemigo. Justo al sur de la zona donde se habían verificado las anteriores campañas se hallaba el Condado de Armañac, que apenas había participado todavía en la guerra. Su señor era Juan, representante personal del rey francés en el suroeste y el más poderoso noble de la región. Este había propugnado desde antiguo una guerra más ofensiva contra Gascuña. Había desobedecido las órdenes reales de respetar la tregua y había talado repetidamente el Agenais y asediado varias ciudades importantes en 1354, sin lograr conquistarlas. En la primavera de 1355, volvió a intentar infructuosamente arrebatar algunas ciudades a los ingleses. Frustrado por estos reveses y en vista de que las conversaciones de paz con mediación papal habían fracasado, pasó el verano corriendo Gascuña, devastando los campos y quemando los arrabales de algunas ciudades.
Al primogénito de Eduardo III, Eduardo de Woodstock, luego más conocido como «el Príncipe Negro», se le encomendó el mando de las huestes de Gascuña; en consecuencia, comenzó a reunir hombres, barcos y suministros en Inglaterra para llevarlos al continente. Debía haber zarpado en julio, pero finalmente lo hizo el 9 de septiembre; llegó a Burdeos, capital de Gascuña el 20 del mes, al frente de dos mil doscientos soldados ingleses. Al día siguiente se lo reconoció formalmente como lugarteniente del rey en la región, con poderes plenipotenciarios. La nobleza gascona le encareció las ventajas de atacar el Condado de Armañac, y lo convenció finalmente de hacer de este su primer objetivo. Los nobles gascones llevaban tiempo preparándose para una incursión contra el condado vecino, y pudieron participar en la campaña con entre cinco y seis mil hombres; aportaron además máquinas para construir puentes y un tren de bagajes propio. Este se empleó fundamentalmente para transportar grano para alimentar a las monturas y luego para llevar el botín obtenido en la cabalgada.
La expedición inglesa a Normandía debía haberse coordinado con las operaciones del rey de Navarra y conde de Évreux, Carlos II de Navarra, pero este finalmente se echó atrás. Así, los ingleses optaron por cambiar el plan de operaciones y hacer una cabalgada desde el enclave inglés de Calais en noviembre. Como el rey francés había dejado la zona sin forraje, alimentos ni nada que saquear, los ingleses regresaron a Calais tras apenas diez días de incursión. Lo único que consiguieron fue fijar la atención del enemigo en el norte de Francia.

## La algara

### Marcha hacia el este
El Príncipe Negro partió de Burdeos el 5 de octubre de 1355 al frente de un ejército anglo-gascón, con un plan de campaña trazado cuidadosamente. En Saint-Macaire, cuarenta y ocho kilómetros al sur, se le unieron más hombres y recibió abastos; luego siguió hasta Bazas, y alcanzó al frontera de Armañac el 12 de octubre. La rauda marcha acabó con bastantes de los quince mil caballos que llevaba el ejército, especialmente con los traídos de Inglaterra que, tras once días de agotadora travesía, no habían tenido tiempo de recuperarse antes de que empezase la campaña; esto no supuso problemas, pues se había contado con ello y se pudieron encontrar nuevas monturas en la zona. Antes de cruzar la frontera se armaron nuevos caballeros, como se hacía antes de una batalla campal, y se desplegaron los estandartes. El ejército comenzó a devastar la campiña nada más cruzar la frontera condal; se dividió en tres columnas que marchaban en paralelo para aumentar la destrucción. En once días el ejército cruzó Armañac de oeste a este, y llegó a la vista de los Pirineos. El tiempo era bueno, y un soldado describió la región como «noble, rica y hermosa». La mayoría de ciudades contaban con endebles fortificaciones, por lo que fueron conquistadas con facilidad y luego incendiadas. Solo dos de las ciudades que se hallaban en el camino del ejército se libraron de ser destruidas. El Príncipe Negro anotó la desolación que causaron sus huestes y la satisfacción que esta causó a los señores gascones.

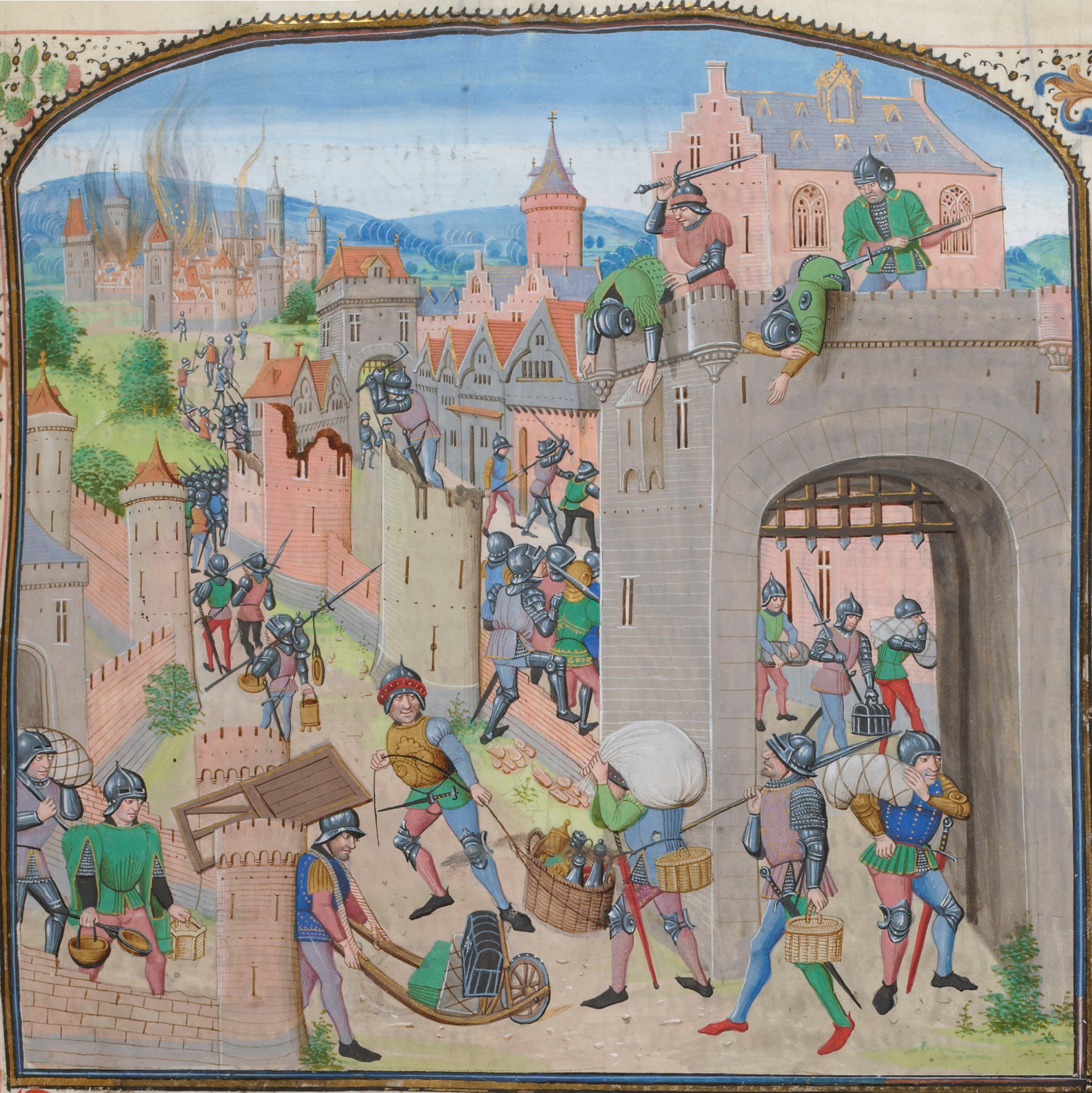
Pillaje de una ciudad

Juan de Armañac evitó la batalla campal con el enemigo, pese a que las fuerzas francesas en la región superaban en número a las inglesas. Le llegaron refuerzos al frente de Jaime de Borbón, condestable de Francia, y Juan de Clermont, mariscal del reino; los franceses se concentraron en Tolosa, ciudad con recias defensas, previendo un asedio. Destruyeron los puentes que daban acceso a la ciudad y esperaron que el Príncipe Negro se retirase a Gascuña cuando se percatase de lo bien defendida que estaba la ciudad. Sin embargo, los ingleses se limitaron a dejar de lado la plaza y a continuar la marcha hacia el este; vadearon el Garona y el Ariège, por entonces crecidos. En el cruce se perdieron algunos caballos y soldados, pero los carros con los víveres pudieron atravesar los ríos sin percances. Esto sorprendió a los franceses que, esperando la acometida contra Tolosa, no habían apostado centinelas en los ríos para evitar que el enemigo los cruzase.
La zona en la que penetró el ejército inglés era el «granero» de la Francia meridional. El ejército siguió incendiando todo a su paso, en especial los molinos de viento, para estorbar el suministro de harina al enemigo. Como hasta entonces, tomó por asalto todas la poblaciones y fortalezas, salvo las mejor defendidas, conduciéndose a menudo con brutalidad y perpetrando matanzas. Algunas partidas llegaban a alejarse cuarenta kilómetros del grueso del ejército, para extender el pillaje y los incendios. La importante ciudad de Carcasona, a ochenta kilómetros al este de Tolosa, era el centro cultural, político, religioso y financiero de la región; la población optó por no defenderla y refugiarse en la ciudadela, lo que permitió una fácil conquista. Los habitantes ofrecieron un gran rescate para evitar el saqueo, pero los ingleses rehusaron la oferta. Tras tres días de pillaje, la ciudad fue incendiada. Los ingleses se apoderaron de los registros tributarios, lo que les permitió calcular el daño que la destrucción de la urbe suponía para la economía francesa. Arrasada Carcasona, prosiguieron la marcha hacia el este, aunque el tiempo comenzaba a anunciar la llegada del invierno, prendiendo fuego a todo a su paso. Dos días después, el 8 de noviembre, alcanzaron Narbona, a apenas dieciséis kilómetros del Mediterráneo. Su población era algo menor que la de Londres; la urbe fue conquista con facilidad y saqueada, sin que el ejército se preocupase por expugnar la ciudadela. Los franceses que se habían refugiado en esta bombardearon con artillería a los invasores.
La campaña desorganizó todo el sur de Francia. Los franceses no habían contado con que el enemigo emprendiese una ofensiva de peso tan avanzado el año, ni habían creído posible que un ejército tan grande como el del Príncipe Negro pudiese recorrer casi quinientos kilómetros y cruzar ríos que se pensaba eran imposibles de vadear para los ejércitos o pudiese abastecerse del terreno: la campaña fue una sorpresa total. Los ingleses despacharon exploradores, grupos de saqueo y de incendio desde Narbona en un radio de casi cincuenta kilómetros. Esto hizo que algunas ciudades que se hallaban a unos ciento cincuenta del ejército enemigo se apresurasen a reforzar sus defensas. El papa Inocencio envió a dos nuncios para tratar de que los dos bandos pactasen una tregua, pero los ingleses se negaron a negociar con ellos, indicándoles que debían dirigirse directamente a Eduardo III.

### Vuelta al oeste

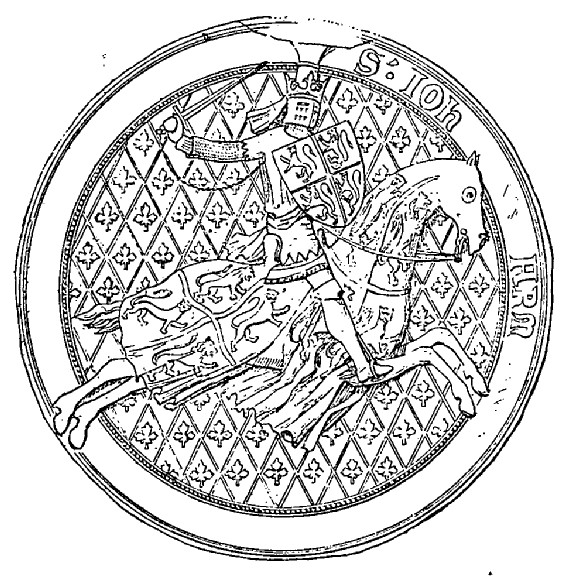
Efigie de Juan, conde de Armañac, jefe de los ejércitos franceses en el sur de Francia.

Recorrido de la algara del Príncipe Negro por el sur de Francia entre septiembre y diciembre de 1355.

Juan de Armañac, el condestable y el mariscal apostaron parte del ejército en Homps, a veinticuatro kilómetros al oeste de Narbona, donde la carretera cruzaba el río Aude. Parece que esperaban que el enemigo los acometiese, para lo que hubiese tenido que cruzar primero el río, lo que les hubiese permitido luchar con ventaja. Los ingleses, por su parte, no podían permanecer quietos, pues debían abastecer continuamente al ejército y garantizar en especial el forraje a sus quince mil caballos; en cuanto agotaban los recursos de una región, debían abandonarla. En consecuencia, dejaron Narbona el 10 de noviembre; la milicia de la ciudad hostigó a la retaguardia. Cruzaron el Aude al norte de la ciudad y se encaminaron a Béziers, situada al noreste; los exploradores avisaron de que la ciudad estaba fuertemente defendida, por lo que el consejo de guerra del ejército decidió encaminarse al oeste, donde esperaba tener que contender con las huestes del conde de Armañac. La marcha fue dura y faltó el agua; un cronista escribió que a los caballos, que consumían quinientos cincuenta mil litros de agua al día, se les tuvo que dar vino, por faltar esta. Los franceses se replegaron a Tolosa, pues no deseaban enfrentarse a los ingleses en campo abierto, convencidos de que los arcos largos y la combinación de armas que empleaba hábilmente el enemigo les darían la victoria en tal terreno. El Príncipe Negro los persiguió hasta Carcasona. Como andaba para entonces escaso de forraje y la zona ya había sido arrasada antes, optó por dirigirse hacia el sur; alcanzó la próspera Limoux, que fue destruida.
El domingo 15 noviembre el ejército inglés arrasó cuatro ciudades francesas de importancia y devastó la comarca circundante, mientras sus notables ingresaban como legos en el monasterio dominico de Prouille. A continuación, la hueste volvió a virar hacia el este y cruzó el Condado de Foix. El día 17 el Príncipe Negro se reunió con Gastón, conde de Foix, el noble más poderoso de la zona tras el de Armañac, del que era feroz enemigo. Se desconoce exactamente de qué trataron, pero sí que el conde franqueó el paso al ejército inglés, al que entregó suministros, guías y al que permitió que sus hombres se uniesen si así lo deseaban. El tiempo era ya para entonces malo, y el ejército avanzaba con dificultad; tuvo que vadear de nuevo el Garona y el Ariège, muy crecidos, operación que asombró a los lugareños. Numerosas ciudades que no pertenecían al conde de Foix fueron sometidas a pillaje e incendiadas.
Al principio los franceses no impidieron que el enemigo reanudase la marcha hacia el oeste al sur de Tolosa, pero Jaime de Borbón convenció finalmente al conde de Armañac para que condujese al ejército al suroeste la ciudad el 18 de noviembre, para tratar de cortarle el paso. Los franceses pretendían impedir que los ingleses cruzasen el Save, en Armañac oriental, y quedasen atrapados en territorio francés. Las vanguardias de los dos ejércitos chocaron el 20 de noviembre; la lucha fue encarnizada y concluyó con la derrota de los franceses, que se retiraron. Los ingleses los persiguieron y acamparon cerca del campamento enemigo el 22, en formación, esperando librar una batalla al día siguiente; sin embargo, los franceses, pese a ser superiores en número, se retiraron durante la noche. Los ingleses se dirigieron entonces directamente a Gascuña, por un camino diferente al que habían seguido al comienzo de la campaña para penetrar en tierras francesas. La marcha fue ardua y de nuevo faltó en ocasiones el agua, lo que aumentó las muertes de monturas. Finalmente el ejército alcanzó Gascuña el 28 de noviembre; muchos de los gascones lo abandonaron entonces. El resto alcanzó La Réole el 2 de diciembre, tras haber recorrido mil cien kilómetros durante la campaña; el Príncipe Negro y su séquito se trasladaron a Burdeos el 9 del mes.

## Resultado de la incursión
Las crónicas de la época concuerdan en los grandes estragos que causó la cabalgada y en que el ejército inglés obtuvo un gran botín; según una fuente, los soldados ingleses abandonaron la plata que habían conseguido para poder transportar el oro y las joyas. Las fuentes indican que se necesitaron mil carretas para transportar lo robado, cantidad exagerada, pero señal de la gran impresión que causó el pillaje en los contemporáneos. Los caballeros y mercaderes franceses cautivos fueron liberados a cambio de un rescate.
Los ingleses no conquistaron territorio alguno, pero infligieron un enorme daño económico a Francia. Carcasona pagaba más impuestos al erario que siete provincias juntas. Las cuatro ciudades principales incendiadas sufragaban los gastos de mil hombres de armas y pagaban además cien mil escudos anuales, lo que equivalía a media tonelada de plata o el o dos por ciento de los ingresos anuales de la Corona francesa. Se calcula que las ciudades destruidas pagaban unos cuatrocientos mil escudos al año en concepto de impuesto bélicos. A todas se les perdonaron gran cantidad de impuestos durante largos años y se les otorgaron privilegios comerciales. Por ejemplo, la ciudad de Avignonet fue eximida de pagar impuestos de guerra durante siete años. Además, quinientos pueblos fueron destruidos.
Además del perjuicio económico directo, la incursión hizo que las ciudades del sur de Francia tuviesen que dedicar importantes partidas a reparar y reforzar sus defensas y fuesen más reacias a permitir que sus habitantes sirviesen en los ejércitos reales en campañas lejanas, lo que reducía la cantidad de hombres disponibles para defenderlas. Los ingleses, entre ellos el propio Príncipe Negro, consideraron que la cabalgada había sido eficaz no solo por los efectos de debilitamiento económico enemigo, sino por las consecuencias políticas: había servido para castigar a la pequeña nobleza que se había pasado al bando francés; para atraer a otros nobles como Gastón de Foix al inglés; para proteger Gascuña de posibles ataques desde el sur y para minar el ánimo de las fuerzas francesas en la zona. Todo esto lo habían conseguido en la primera operación que había mandado en solitario el Príncipe Negro casi sin que el ejército anglo-gascón sufriese pérdidas.

## Consecuencias
La mayoría de las tropas gasconas volvieron a sus hogares a invernar. Las inglesas, por el contrario, reanudaron las operaciones apoyadas por un pequeño contingente gascón tras tres semanas de celebraciones navideñas. Se encuadraron en cuatro grupos. Los franceses estaban desanimados, y la falta de fondos hacía que las guarniciones contasen con pocos soldados. Los ingleses se apoderaron de más de cincuenta ciudades y  fortificaciones durante los cuatro meses siguientes, entre ellas algunas de importancia estratégica cercanas a la frontera gascona, y otras a más de ciento treinta kilómetros de esta. El conde de Armañac encomendó la defensa de la zona a Juan de Boucicaut durante el invierno, pero este apenas contaba con seiscientos hombres, con los que no pudo frenar al enemigo. Otros jefes de la región tampoco se sintieron con fuerzas suficientes para hacerle frente. Varios miembros de la nobleza francesa de la zona se pasaron a los ingleses y rindieron homenaje al Príncipe Negro el 24 de abril de 1356.
Inglaterra envió efectivos (hombres, caballos, víveres y armas) en la primavera, que le permitieron al Príncipe Negro emprender una nueva incursión a principios de agosto de 1356, al frente de un ejército anglo-gascón de seis mil hombres. Llegó hasta el Loira y luego se retiró, perseguido por el principal ejército francés, compuesto por once mil soldados al mando del rey Juan II. Este obligó al enemigo a darle batalla en Poitiers, donde fue estrepitosamente derrotado y apresado por los ingleses.